# Kolibřík červenozobý
Kolibřík červenozobý (Trochilus polytmus) je pták z čeledi kolibříkovitých, vyskytující se endemicky na ostrově Jamajka.

## Popis
Pták je dlouhý okolo 10 cm a váží asi 5 gramů. Samci mají vidlicovitě prodloužená ocasní pera, která jsou delší než tělo (asi 15 cm) a za letu vydávají drnčivý zvuk. Odtud pochází lidový název „doctor bird“, protože ocas připomíná plášť s dlouhými šosy, který dříve nosili lékaři (podle jiné teorie přezdívka pochází ze způsobu, jak kolibřík saje dlouhým zobákem nektar z květů, což připomíná doktora píchajícího injekce). Samci jsou zbarveni nápadně zeleně s kovovým leskem, který vzniká lomem světelných paprsků (proto pták za letu mění z hlediska pozorovatele neustále své zbarvení), hlava, svrchní strana křídel a ocas jsou černé. Zobák je jasně červený s černou špičkou a jako u všech kolibříků dlouhý a tenký, aby mohl proniknout hluboko do květních kalichů. Samička je šedozelená s bílým bříškem.

## Výskyt
Kolibřík červenozobý obývá převážně výše položené oblasti, vyhýbá se hustým lesům. Je poměrně hojný, nemá žádné přirozené nepřátele.

## Ekologie
Je to výrazně teritoriální druh, který napadá každého vetřelce. Je obratný letec, který mávne za sekundu křídly více než sedmdesátkrát. Tento způsob letu je náročný na energii, kolibřík se proto živí květním nektarem s vysokým obsahem sacharózy, stejně jako drobným hmyzem. Páry se vytvářejí pouze pro období rozmnožování na začátku sezony dešťů, kdy samička klade dvě vejce, z nichž se mláďata líhnou po dvou až třech týdnech. O potomstvo pečuje pouze samička.

## Systematika
Na východě Jamajky žije kolibřík černozobý (Trochilus scitulus), o kterém ornitologové vedou spory, zda je samostatným druhem nebo jen geografickým poddruhem kolibříka červenozobého.

## Kolibřík červenozobý v kultuře
Indiáni uctívali kolibříka červenozobého jako posvátné zvíře a věřili, že se do něj převtělují duše mrtvých. Po vyhlášení nezávislosti Jamajky roku 1962 byl vládou vybrán jako oficiální symbol země, tzv. národní pták. Ian Fleming, který žil dlouho na Jamajce, tohoto kolibříka zmiňuje v knize Jen pro tvé oči. Podle ptáka se také jmenovalo jamajské hudební vydavatelství Doctor Bird Records.